# Занданбудин Занабазар
Занданбудін Занабазар — монгольський борець вільного стилю. Він здобув одну з бронзових медалей у чоловіків 57 кг на Чемпіонаті світу з боротьби 2022, який проходив у Белграді, Сербія.
Занданбудін виграв срібну медаль у своєму змаганні на Чемпіонаті Азії з боротьби 2017 року, який проходив у Нью-Делі, Індія.
Він також виступав на Чемпіонаті Азії 2021 року, Турнірі Ясар Догу 2022 року та Чемпіонаті Азії з боротьби 2022 року.

## Досягнення
| рік      | Турнір          | Місцезнаходження | Результат | Подія               |
| -------- | --------------- | ---------------- | --------- | ------------------- |
| 2017 рік | Чемпіонат Азії  | Нью-Делі, Індія  | 2-й       | Вільний стиль 57 кг |
| 2022 рік | Чемпіонат світу | Белград, Сербія  | 3-й       | Вільний стиль 57 кг |